# Chilocampyla psidiella
Chilocampyla psidiella är en fjärilsart som beskrevs av August Busck 1934. Chilocampyla psidiella ingår i släktet Chilocampyla och familjen styltmalar.
Artens utbredningsområde är Kuba. Inga underarter finns listade i Catalogue of Life.